# Pupitre

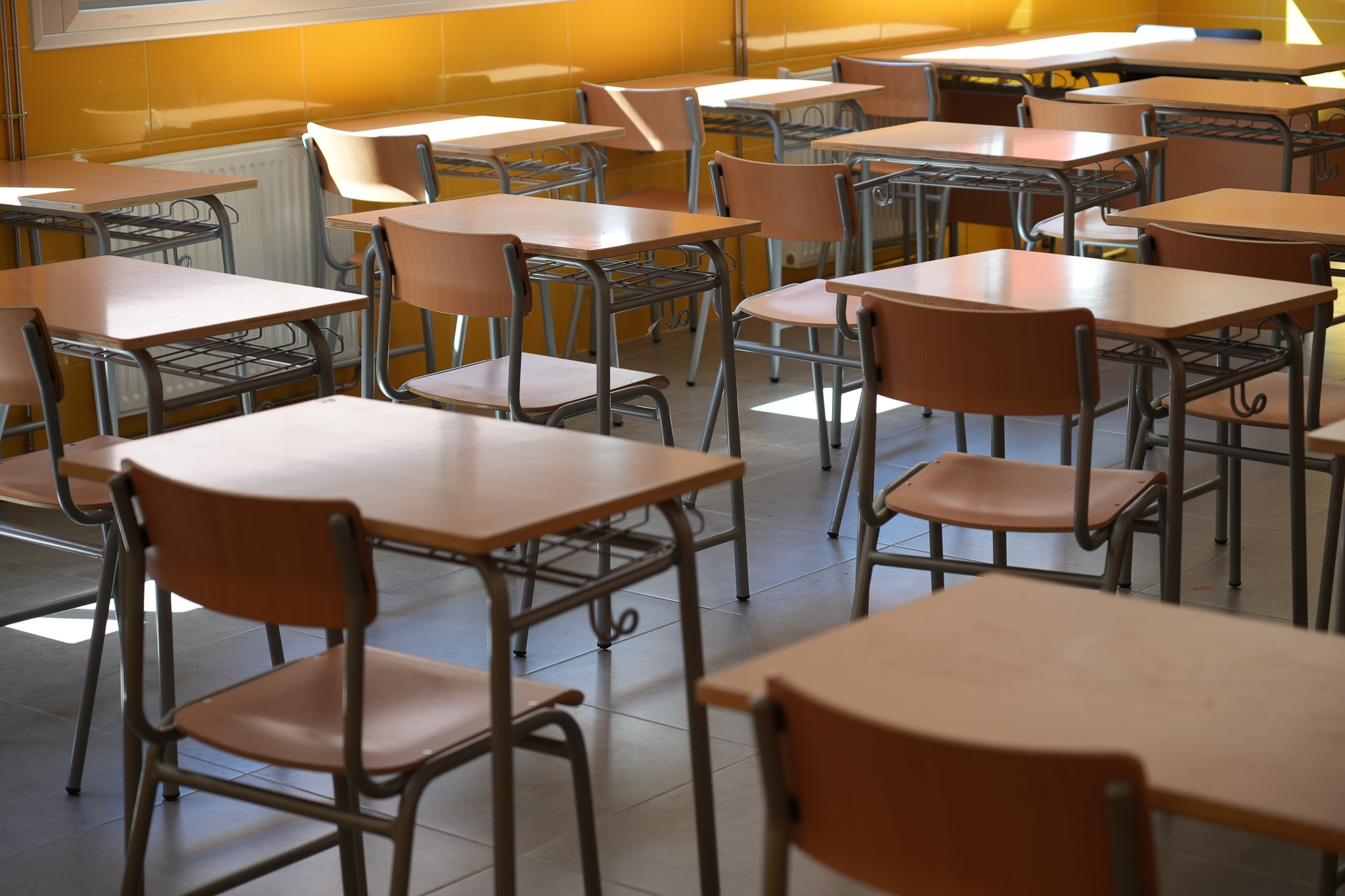
Pupitres en una clase.

Se llama pupitre a la mesa con cajón y silla que utilizan los niños durante su estancia en el colegio y sobre la que realizan los estudios y trabajos.
La parte inferior de los pupitres, comúnmente llamada «parrilla», «bandeja» o «cajonera», consiste en unas varillas o una superficie plana, donde ordinariamente se apoyan los libros y cuadernos cuando no se están utilizando, para tenerlos a mano.

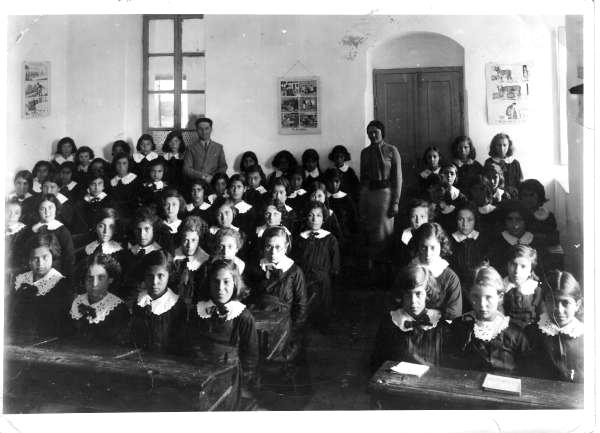
Niñas sentadas en bancos corridos en 1935.

Los bancos y mesas para la escritura y otros trabajos escolares han de ser de modo que se adapten fácilmente a las condiciones físicas de los niños. Antiguamente, los niños se sentaban en bancos de respaldo y asiento recto a los que tenían que adaptarse sus cuerpos. En dichos asientos se llegaban a sentar diez, doce, dieciséis e incluso más alumnos que compartían la misma mesa.

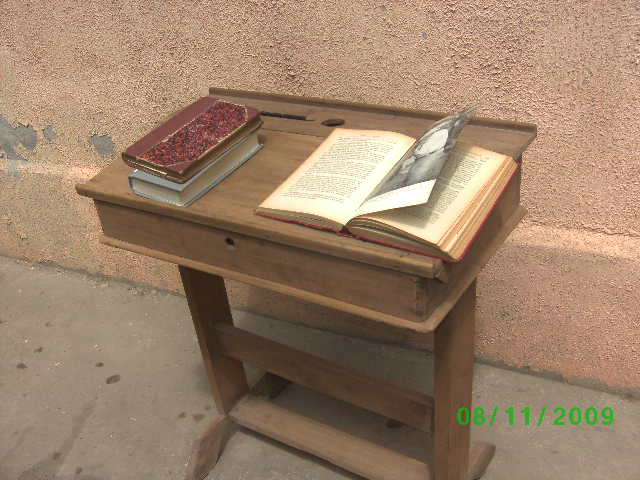
Pupitre de mediados de. Obsérvese el agujero central para poner el tintero. Bajo la cubierta levantable se guardaban los útiles.

Buscando la comodidad del niño, los bancos evolucionaron a principios del siglo XX hacia mesas con tres, dos o una plaza cada una de ellas. Los pupitres modernos en comparación con los antiguos favorecen que el orden se observe en clase y el maestro pueda vigilar más de cerca a los escolares circulando por los pasillos que los separan. Además, permiten que reciban la luz convenientemente, salgan y entren de sus puestos sin molestarse unos a otros y estén con más independencia entre sí. Lo ideal es el pupitre individual o en su defecto, el de dos plazas. 
Para garantizar la comodidad del niño durante su estancia en el colegio, se establece que la silla que se aproxima al pupitre debe permitir el apoyo cómodo de la espalda así como el apoyo firme de los dos pies en el suelo. La altura del pupitre tiene que ser de tal manera que el niño pueda apoyar en él sus antebrazos.